# IC 2765
IC 2765 ist eine elliptische Galaxie vom Hubble-Typ E im Sternbild Löwe auf der Ekliptik. Sie ist schätzungsweise 912 Millionen Lichtjahre von der Milchstraße entfernt.
Das Objekt wurde am 27. März 1906 vom deutschen Astronomen Max Wolf entdeckt.